# Andrzej Lichota

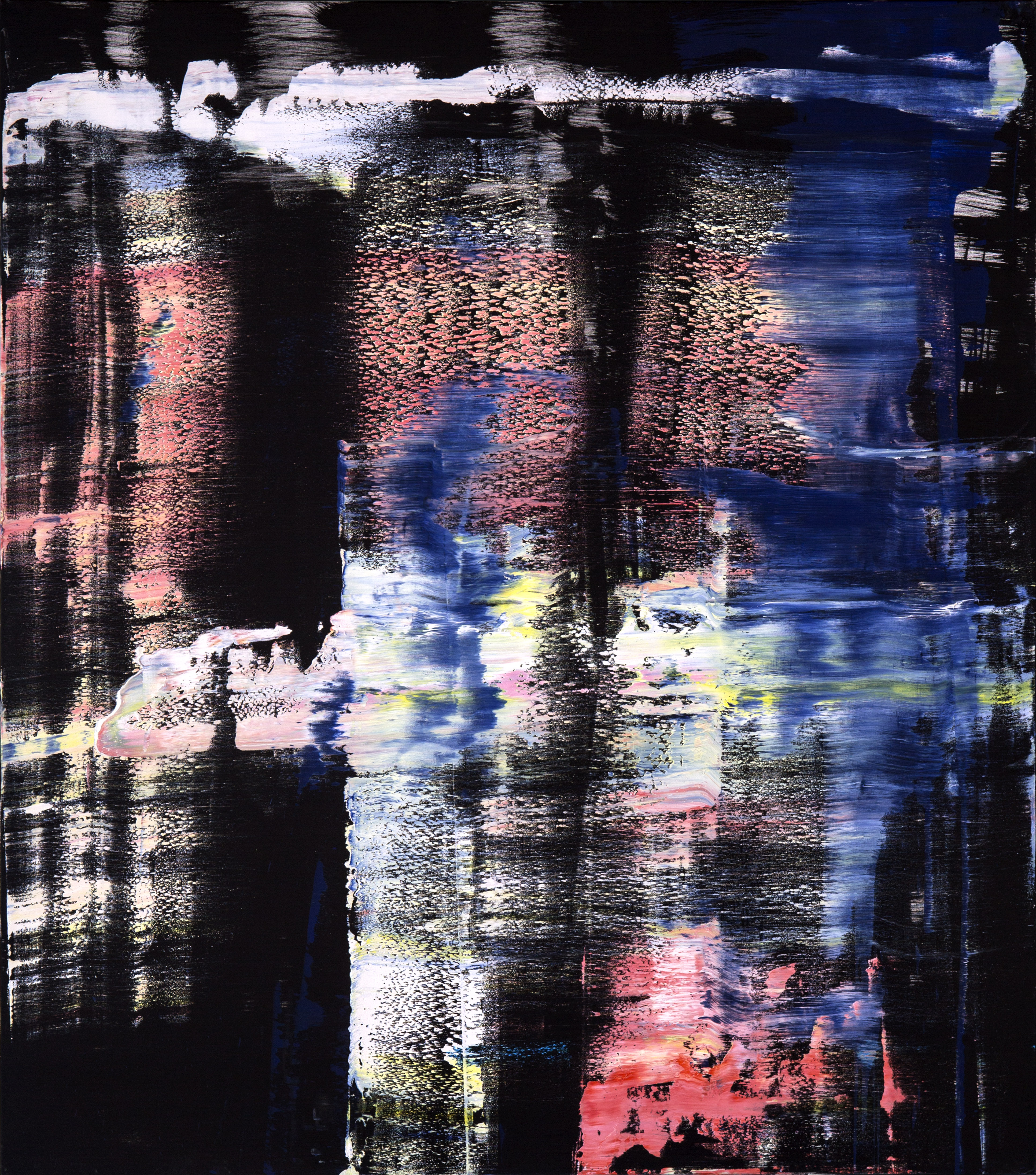
Fragment Tryptyku „Australia”, 2015, olej na płótnie, 170 × 450 cm

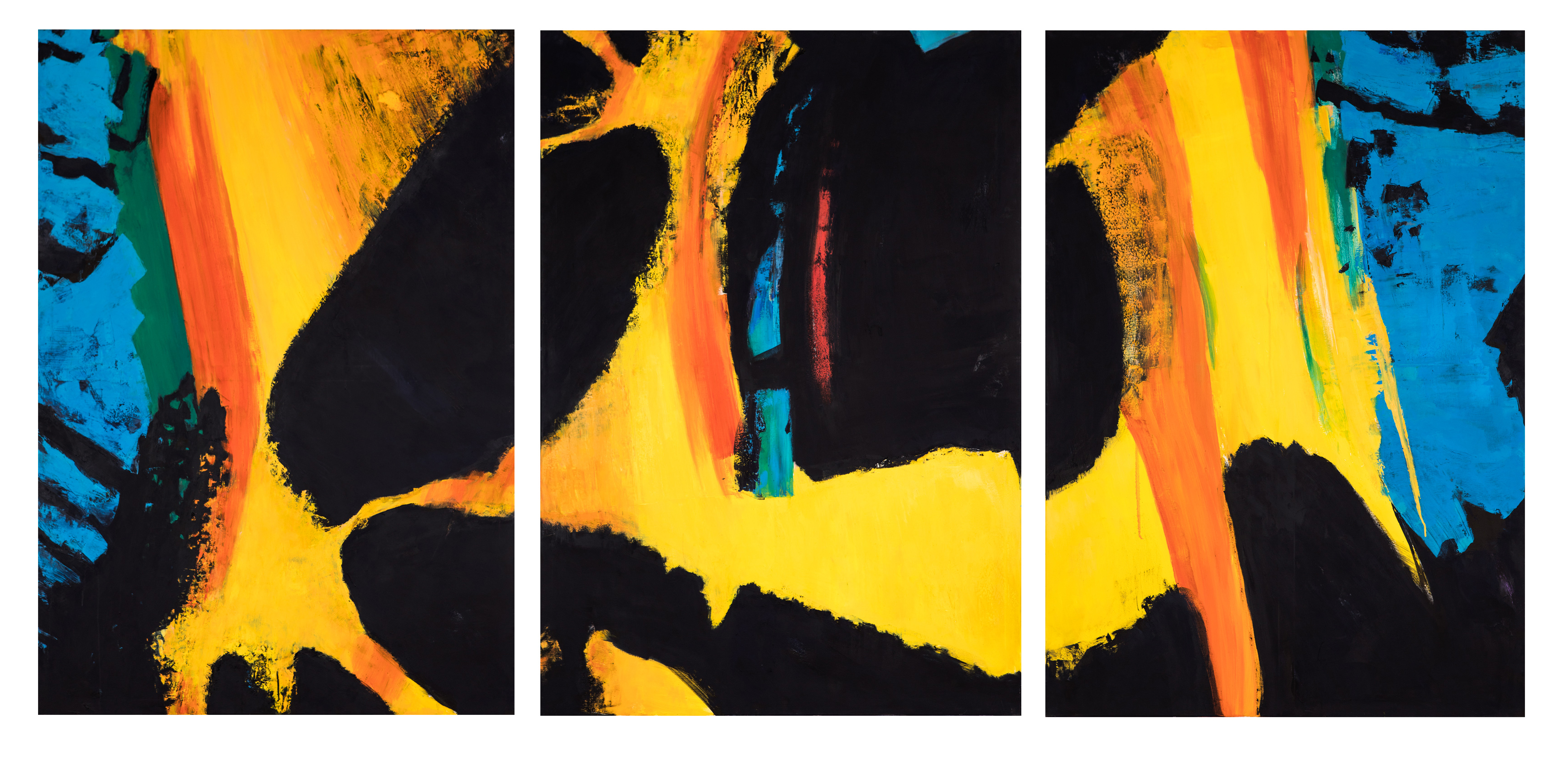
Tryptyk „Taniec” z cyklu Corrida 2017/19, olej na płótnie, 170 × 360 cm

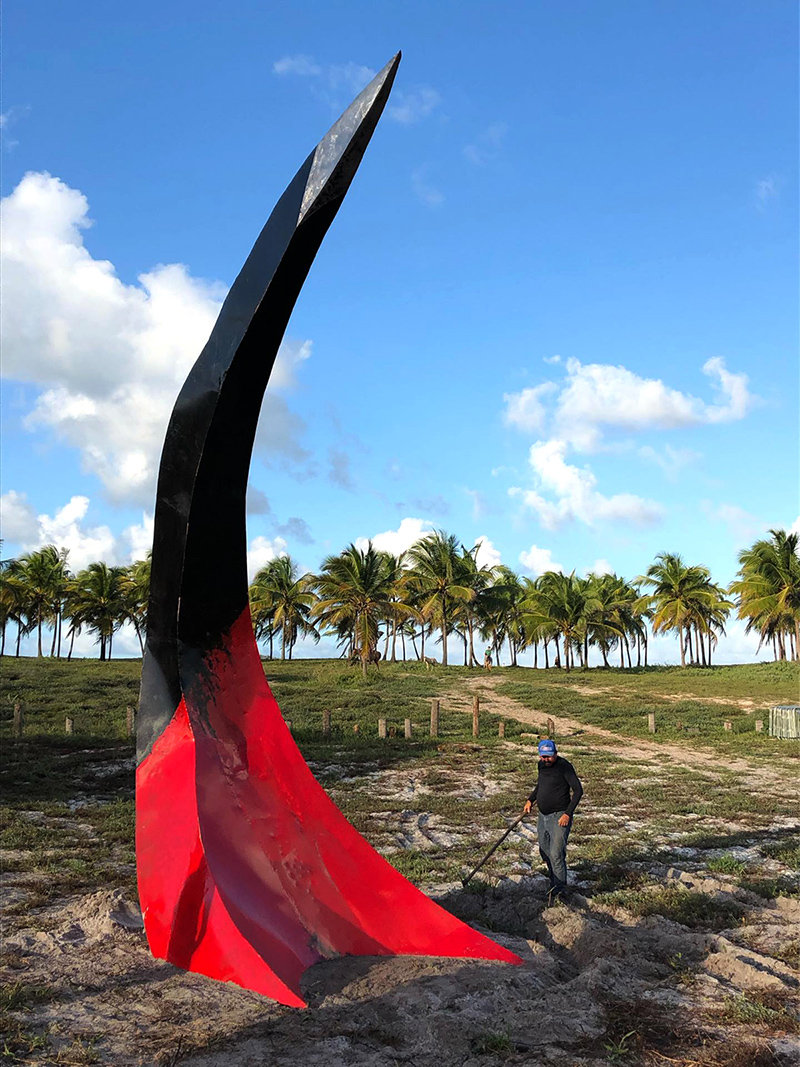
Rzeźba „Hemingway” z cyklu Corrida, 2019, metal, wysokość 670 cm, obecnie Baia Formosa, Brazylia

Andrzej Lichota (ur. 20 marca 1972 w Libiążu) – artysta malarz, rysownik, rzeźbiarz i reżyser.

## Wykształcenie
Andrzej Lichota ukończył Technikum Górnicze im. Pow. Śląskich w Katowicach o specjalności automatyk, a w 1998 r., wydział malarstwa Akademii Sztuk Pięknych w Krakowie.

## Działalność artystyczna
Tworzy głównie w nurcie abstrakcji ekspresyjnej, do którego inspiracją są autentyczne przeżycia artysty bardzo często związane z podróżami. Nie chodzi tu jednak o impresjonistyczny zapis czy czysto ekspresjonistyczną wypowiedź. Przeżycie to zaledwie punkt wyjścia dla zmagania się z jego wewnętrznym sensem. Obraz stanowi zapis tego procesu, będąc jednocześnie polem eksperymentu i narzędziem badania. Walka z obrazem to akt przekształcania i budowania własnej świadomości. Docierania do prawdy o tym, co pozostawało nienazwane, bo wcześniej niedoświadczone. Jego twórczość charakteryzuje się zdecydowaną formą malarską opartą przede wszystkim na ekspresji form i jakościach barwy oraz niezwykle świadomym użyciu struktur i materii. Dotychczas zrealizował cykle: Australia, Iran, La Gomera, Matternhorn i Corrida.
W czerwcu 2019 roku jego niemal 7 metrowej wysokości rzeźba „Hemingway” z cyklu Corrida reprezentowała Polskę podczas festiwalu Tropical Burning Man w Brazylii, a obraz „A man looking at a woman” podczas „O!lśnień” nagród kulturalnych Miasta Krakowa i Onetu stanowił nagrodę dla Grażyny Kulczyk jako Ambasador Polskiej Sztuki za granicą.
Otrzymał m.in. stypendium Ministra Kultury RP (2004) i Erich Pommer Institut (2011). Jest laureatem nagród i wyróżnień w konkursach ogólnopolskich i międzynarodowych w 2015 r. zdobył kwalifikację do brytyjskiej BAFTA, nagrodę na – Festiwalu Satyry Europejskiej (2008), wyróżnienie Stowarzyszenia Inteligencji Twórczej (2005), I nagrodę TVN w konkursie na scenariusz (2004), wyróżnienie Ministra Kultury RP (2003).
Andrzej Lichota pełni funkcję dyrektora artystycznego ogólnopolskiego projektu „Sztuka Teraz”, jest prezesem Fundacji TeD oraz członkiem Stowarzyszenia Filmowców Polskich.

## Wybrane wystawy
- 2022 - "Corrida" Andrzej Lichota, malarstwo i rzeźba, Pałac Sztuki, Kraków
- 2021 – Andrzej Lichota „Malarstwo”, PolswissArt Galeria i Dom Aukcyjny, Warszawa
- 2021 – „Cztery stany świadomości”, wystawa malarstwa, Pałac pod Baranami, Kraków
- 2019 – Festiwal sztuki „Tropical Burning Man” Brazylia
- 2019 – Andrzej Lichota „Tauromachia” Galeria Instytutu Cervantesa, Kraków[6]
- 2019 – „Sztuka Teraz”, Muzeum Narodowe w Krakowie
- 2018 – Art Fair Kensington Town Hall, London
- 2016 – „Ancient Palaces” Villa Monastero, Varenna, Palazzo Galio, Włochy
- 2016 – Andrzej Lichota „Abstrakcje – Australia, Iran, La Gomera” w Galeria ARCHETURA, Kraków
- 2009 – Festiwal „Satyrblues”
- 2008 – Andrzej Lichota retrospektywna wystawa rysunków w Muzeum Karykatury w Warszawie
- 2004 – St Leonhard i St. Polten, Galeria Miejska, Austria
- 2004 – Instytut Polski w Budapeszcie

Ponadto brał udział w ponad 120 wystawach zbiorowych i pokazach.

## Prace w kolekcjach
Prace artysty znajdują się w kolekcjach w Nowym Jorku, Londynie, Merzchausen Niemcy, Sydney, Warszawie, Krakowie, Wrocławiu, Dubaju, Brazylii oraz Muzeum Miedzi, Muzeum Karykatury w Warszawie, Raiffeisen Bank – stała ekspozycja w siedzibie Banku, PKN Orlen, GREMI International, BZ WBK, NETIA SA, Sanofi – Aventis, Ministerstwa Rolnictwa, UMWM w Krakowie.

## Działalność rysunkowa i filmowa
Artysta jest znany także z twórczości rysunkowej i filmowej, która równolegle z malarstwem zaczęła rozwijać się od debiutu w „Przekroju” w 1998 roku, a po tragicznym w skutkach pożarze w krakowskiej pracowni w roku 2003, przez kilka lat wyłącznie skupił się na tej działalności. Do roku 2013 wykreował wiele charakterystycznych postaci rysunkowych m.in. TeDa, a jego autorskie okienka, komentarze ukazywały się w polskich tygodnikach i dziennikach, m.in.: „Przekrój”, „Polska The Times”, „Polityka”, „Wprost”, Dziennik Polski”, „Rzeczpospolita” czy „Nowy Czas” w Londynie. Współpracował jako juror z międzynarodowymi festiwalami filmowymi: Roshd w Teheranie, Cinewest w Sydney, ReAnimacja w Łodzi czy FINC Baia Formosa w Brazylii. Jest autorem kilku książek i albumów – m.in. „Australia Iran La Gomera” 2016; „Rysunki Przyczynowo-Skutkowe” wyd. BoSz – 2006; „Chichoty” wyd. Archeton – 2001; Albumy GREMI (2012 i 2018). Zrealizował także blisko 60 krótkich filmów animowanych, z których wiele emitowano na antenie TV (w tym w ramówce telewizji TVN7) i pokazywano na festiwalach międzynarodowych.
Założył i był redaktorem naczelnym magazynu kulturalno-satyrycznego „TeDPRESS”. W latach 2008–2009 był autorem i twórcą Galerii i kawiarni TeD Cafe na krakowskim Kazimierzu. Jest założycielem Filmted Studio. W 2014 roku jako pierwszy polski rysownik zrealizował multimedialną grę na urządzenia iOS „Gang Boom Bang”. Gra była dostępna na App Store. w 2014 roku.

## Książki i albumy
- 2024 - Album, Andrzej Lichota  Wydawnictwo BoSz - wersja angielska[15]
- 2024 - Album, Andrzej Lichota MALARSTWO, Wydawnictwo BoSz[16]
- 2018 – Album „GREMI international” – rysunki
- 2016 – Album „Malarstwo – Australia Iran La Gomera”
- 2012 – Album „Gremi” – rysunki
- 2008 – W Młodości siła – album
- 2006 – Książka „Rysunki Przyczynowo-Skutkowe” nakładem Wydawnictwa BOSZ
- 2001 – Książka „Chichoty” – rysunki i teksty satyryczne
- 1999 – Album z rysunkami satyrycznymi

## Współpraca i publikacje
- galerie: Galeria Saatchi, Galeria Kolekcjoner, PolswisArt, TotuArt, Wojciech Fibak Gallery, Galeria Katarzyny Napiórkowskiej.
- dzienniki: „Rzeczpospolita”, „Dziennik Polski”[17], „Polska The Times”, „Gazeta Krakowska”, „Dziennik Polski – Londyn”.
- tygodniki: „Polityka”, „Wprost”, „Przekrój”, „Nowy Czas – Londyn”.
- telewizje: TVN, TVN7[18].